# Куштевская, Татьяна Васильевна
Татьяна Васильевна Куштевская (род. 8 сентября 1947, Дарган-Ата, Туркменская ССР, СССР) — русская писательница и поэтесса, проживающая в Германии.

## Биография
Родилась в пустынном оазисе Дарган-Ата.
Татьяна Куштевская провела свою молодость с 1957 г. в Донбассе на Украине. Получила музыкально-педагогическое образование в музыкальной школе г. Артёмовска и работала 8 лет музыкальным педагогом в Якутии, в городе Ленске.
С 1976 по 1981 получила второе образование на сценарном факультете во ВГИКе в Москве. Там же руководила с 1983 по 1991 сценарным мастер-классом и так же была свободной журналисткой. Написала многочисленные сценарии и репортажи и путешествовала многими регионами бывшего СССР.
В 1991 она поселилась в Германии и живёт и творит с тех пор как свободный автор в Эссене, Германия.

## Публикации
на немецком языке:
- Ich lebte tausend Leben, Velbert 1997 (Я жил 1000 жизней, Вельберт 1997)
- Russische Szenen, Berlin 1999 (Русские сцены, Берлин 1999)
- Mein geheimes Rußland. Reportagen, Düsseldorf 2000 (Моя тайная Россия. Репортажи, Дюссельдорф 2000)
- Transsibirische Eisenbahn. Geschichte und Geschichten, Berlin 2002 (Транссибирская железная дорога. История и истории, Берлин 2002)
- Meine sibirische Flickendecke. Dokumentarischer Roman, Düsseldorf 2004 (Моё сибирское лоскутное одеяло. Документальный роман, Дюссельдорф 2004)
- Die Poesie der russischen Küche. Kulinarische Streifzüge durch die russische Literatur. Mit zahlreichen Rezepten und 24 Linolschnitten von Jana Kuschtewskaja unter Mitarbeit von Lilia Baischewa, 2. Aufl., Düsseldorf 2005 (Поэзия русской кухни. Кулинарные экскурсии по русской литературе. С многочисленными рецептами и с 24 линогравюрами Яны Куштевской с помощью Лилии Баишевой, 2-е издание, Дюссельдорф 2005)
- «Hier liegt Freund Puschkin …». Spaziergänge auf russischen Friedhöfen. Mit 61 Schwarz-Weiß-Fotografien, Düsseldorf 2006 («Здесь лежит друг Пушкин…». Прогулки по русским кладбищам. С 61 чёрно-белой фотографией, выполненные Яной Куштевской Дюссельдорф 2006)
- Sibirienreise — die Lena. Vom Baikal bis zum Eismeer — Geschichte und Geschichten entlang dem großen sibirischen Fluß, Berlin 2007 (Сибирское путешествие по р. Лена. От Байкала до Ледовитого океана — история и истории вдоль большой сибирской реки, Берлин 2007)
- Küssen auf russisch. Ein Alphabet. Mit 29 Tuschzeichnungen von Janina Kuschtewskaja, Düsseldorf 2007 (Поцелуи по-русски. Алфавит. С 29 рисунками тушью Янины Куштевской, Дюссельдорф 2007)
- Der Baikal. Geschichte und Geschichten rund um den Baikalsee, Berlin 2009 (Байкал. История и истории вокруг озера Байкал, Берлин 2009)
- Zahlreiche Beiträge in Sammelbänden (Многочисленные публикации в сборниках).

## Награды
Федор Иванович Тютчев, Золотая медаль МИР эВ, центр русской культуры в Мюнхене (апрель 2003);
Орден Министерства культуры Украины за успешную деятельность на протяжении многих лет в области культуры (апрель 2012);
Почетная медаль Союза писателей Украины за личные достижения в литературной деятельности, за особый вклад в восстановление духа и культуры украинского народа (апрель 2012);
Свидетельство от президиума Украинского фонда культуры за деятельность и содействие в сфере обновления и развития национальной культуры (апрель 2012)